# Oreopanax vestitus
Oreopanax vestitus är en araliaväxtart som beskrevs av Albert Charles Smith. Oreopanax vestitus ingår i släktet Oreopanax och familjen Araliaceae. Inga underarter finns listade.